# Collines de Belozersk
Les collines de Belozersk (en russe : Белозе́рская гряда, Belozerskaïa griada) sont un relief formé par la dernière période glaciaire, situé dans les raïons de Belozersk et de Kirillov de l'oblast de Vologda en Russie, à l'ouest et au sud du lac Blanc. Sa longueur est de 30 km, avec des altitudes moyennes de 150 à 180 m, et avec un maximum de 200 mètres.